# 八·九讲话
“林副主席八·九讲话”、八·九讲话，是指1967年8月9日，林彪在接见武汉军区负责人的时候作的讲话。

## 概述
文化大革命期间，吴法宪、李作鹏、邱会作等人在军队推行文革受阻。1967年8月9日林彪在接见武汉军区负责人的时候作的讲话，声称“现在的革命是革我们原来干过革命的人的命”、“全国各大军区过去有两个不放心，一个是北京，一个是武汉，拿他们没有办法。文化大革命解决了这个问题，通过文化大革命，让各种坏事暴露出来，把各种隐患诱发出来，问题就解决了”，为其进一步夺取最高权力制造舆论。之后，陈伯达、康生称：“林副主席的这个指示太重要了，上上下下要大讲特讲。”同年10月19日，中共中央又将林彪“八·九讲话”批转各省市和军区，在城乡大量印发。